# Museumsbahn Campinas–Jaguariúna
| Dampflok in Jaguariúna |                      |                              |                            |
| Moderne Zeiten, 2006 |                      |                              |                            |
| Streckenlänge: | 22,8 km              |                              |                            |
| Spurweite: | 1435 mm (Normalspur) |                              |                            |
| |                      |                              |                            |
| \| \| 9,545 \| Anhumas \| Anhumas \| \| \| \| Rodovia Dom Pedro I (SP-065) \| \| \| \| 15,123 \| Pedro Américo \| Pedro Américo \| \| \| 19,751 \| Tanquinho \| Tanquinho \| \| \| \| Rio Atibaia \| \| \| \| 23,882 \| Desembargador Furtado \| Desembargador Furtado \| \| \| 26,728 \| Carlos Gomes \| Carlos Gomes \| \| \| \| Grenze Campinas/Jaguariúna \| \| \| \| \| Jaguary (1985–2006) \| \| \| \| \| Rio Jaguari \| \| \| \| 32,384 \| Jaguariúna \| Jaguariúna \| |                      |                              |                            |
| Kopfbahnhof Streckenanfang | 9,545                | Anhumas                      | Anhumas                    |
| |                      | Rodovia Dom Pedro I (SP-065) |                            |
| Bahnhof | 15,123               | Pedro Américo                | Pedro Américo              |
| Bahnhof | 19,751               | Tanquinho                    | Tanquinho                  |
| Brücke über Wasserlauf |                      | Rio Atibaia                  | Rio Atibaia                |
| Bahnhof | 23,882               | Desembargador Furtado        | Desembargador Furtado      |
| Bahnhof | 26,728               | Carlos Gomes                 | Carlos Gomes               |
| Grenze |                      | Grenze Campinas/Jaguariúna   | Grenze Campinas/Jaguariúna |
| ehemaliger Haltepunkt / Haltestelle |                      | Jaguary (1985–2006)          | Jaguary (1985–2006)        |
| Brücke über Wasserlauf |                      | Rio Jaguari                  | Rio Jaguari                |
| Kopfbahnhof Streckenende | 32,384               | Jaguariúna                   | Jaguariúna                 |

Die Museumsbahn Campinas–Jaguariúna (portugiesisch Viação Férrea Campinas-Jaguariúna, VFCJ) führt in Brasilien vom Bahnhof Anhumas in Campinas in das 22,8 km entfernte Jaguariúna. Der Zug wird von authentischen Dampflokomotiven angetrieben, die von mehreren brasilianischen Eisenbahnen stammen.

## Geschichte
Die Strecke Campinas–Jaguariúna war ursprünglich ein Streckenabschnitt der Linha Tronco (Companhia Mogiana de Estradas de Ferro), die in den frühen 1970er Jahren von der Ferrovia Paulista S.A. (FEPASA) übernommen wurde. Sie erwies sich als für die Restaurierung und touristische Nutzung geeignet und nahm 1981 den Museumseisenbahnbetrieb auf.
Von 1981 bis 1985 unterhielt der brasilianische Verband der Eisenbahnkonservierung den Betrieb auf der Strecke Campinas–Jaguariúna. Trotzdem enteignete die damalige Stadtverwaltung den Verband bezüglich der Umgebung des Bahnhofs und baute die Gleise und die Brücke ab, was dazu führte, dass der Verband auf der anderen Seite des Flusses einen kleinen Bahnhof bauen musste, der den Namen des alten Bahnhofs Jaguariúna trägt. Im Jahr 2006 hat sich die Gemeinde Jaguariúna verpflichtet, die 1200 Meter lange Erweiterung des bestehenden kleinen Bahnhofs zu bauen, so dass der alte Bahnhof von Jaguariúna seine ursprüngliche Funktion wiedererlangte. Die Arbeit kostete 1,5 Millionen Brasilianische Real und wurde im Oktober 2006 eingeweiht. Nach Abschluss der Arbeiten können Dampflokomotiven jetzt die Station erreichen und, dank einer am Ende der Strecke auf der Westseite des Bahnhofs installierten Drehscheibe, in die andere Richtung zurückkehren.